# Sara Sheridan
Sara Sheridan   (Edimburg, 7 de juny de 1968) és una activista i escriptora escocesa que treballa en diversos gèneres, encara que predominantment en la ficció històrica. Ella és la creadora dels misteris de Mirabelle Bevan.

## Biografia
Nascuda amb el nom de Sara Louise Goodwin, Sheridan prové d'Edimburg i es va educar al Trinity College de Dublín. És una antiga membre del Comitè de la Societat d'Autors per a Escòcia i la Crime Writers Association. Del 2009 al 2015, Sheridan va formar part de la junta del col·lectiu d'escriptors, '26'. Va gestionar i va participar en els projectes de 26 Treasures que van tenir lloc al V&A, Kensington, el Museu de la Infància, Bethnal Green, el Museu Nacional d'Escòcia, Edimburg i el Museu de la Infància a Edimburg. El llibre resultant, 26 Treasures, va guanyar la categoria de literatura als British Design Awards 2013. Sheridan també va dirigir el calendari anual d'advent benèfic de l'organització, 26 Stories for Christmas. El 2014 va fer una campanya activa a favor de la independència d'Escòcia i el 2016 va donar suport a la campanya Remain al referèndum de la UE del Regne Unit. Sheridan té una filla, Molly, del seu primer matrimoni amb l'empresari irlandès Seamus Sheridan. Es va casar amb el seu segon marit, Alan Ferrier el 2011 i la parella viu a Escòcia.

## Obra
El primer llibre de Sheridan, de ficció comercial contemporània, Truth or Dare va entrar al top 50 del Sunday Times quan es va publicar el 1998. Va ser nominat per al Premi Saltire i també va figurar als 100 millors llibres de les biblioteques escoceses. En els dos anys successius, Sheridan va escriure dues novel·les més del mateix gènere, Ma Polinski's Pockets i The Pleasure Express. Durant aquest període, també va coescriure dos curtmetratges, Fish Supper protagonitzat per Lynda Bellingham i The Window Bed, que va ser nominada a un Sky Movies Max Award el 2001. Llavors va rebre l'encàrrec de l'editorial especialitzat Barrington Stoke d'escriure una novel·la per a lectors reticents, anomenada The Blessed and The Damned.
El 2003, va canviar de gènere a la ficció històrica i va escriure dues sèries de novel·les històriques: una basada en les vides reals d'aventurers georgians tardans i primers victorians (The Secret Mandarin - 2009, Secret of the Sands - 2011, On Starlit Seas - 2016, The Ice Maiden - 2018) i una sèrie d'acollidors misteris de novela negra dels anys 50 amb la seva ex heroïna fictícia dels serveis secrets, Mirabelle Bevan (Brighton Belle - 2012, London Calling - 2014, British Bulldog - 2015, Operation Goodwood - 2016, Russian Roulette - 2017',' Estiu indi - 2019. Highland Fling 2020 i Celtic Cross - 2021). El 2017 On Starlit Seas va ser finalista per al Wilbur Smith Adventure Writing Prize. Sheridan també ha escrit un llibre il·lustrat per a nens (I'm Me - 2010) que es va inspirar en la seva relació amb la seva neboda i un llibre il·lustrat paneuropeu escrit amb la seva filla (Monsters Unite - 2019).
Sheridan apareix ocasionalment com a comentarista a la televisió i la ràdio al Regne Unit. Ha informat tant des de Tallinn, Estònia com de Sharjah, Emirats Àrabs Units per a BBC Radio 4. Ha col·laborat en diversos diaris britànics, inclosa l'escriptura d'articles de bloc per a The Guardian el 2011, 2012, 2013 i 2014. També ha aparegut parlant d'història i feminisme a la ràdio RTE els anys 2017 i 2018. El 2017 va escriure una carta d'amor a Europa per a The National. El 2013 va aparèixer a The History of the Lady de la BBC Radio 4 Woman's Hour. Sheridan també escriu articles per un blog del The Huffington Post i ocasionalment escriu per a la BBC en línia i com a comentarista cultural a BBC Radio Scotland.
Sheridan també escriu llibres per televisió. Una per a la segona sèrie de l'exitosa sèrie dramàtica d'ITV, "Victoria", basada en la vida de la reina Victòria (2017) i més recentment per a l'adaptació d'ITV de l'última novel·la inacabada de Jane Austen: Sanditon (2019).
Va tornar a mapejar Escòcia per a l'entorn històric d'Escòcia (Where are the Women? An imagined female atlas of Scotland - 2019), que es va incloure a la llista de lectura d'estiu del primer ministre del David Hume Institute 2019. El llibre s'atribueix a inspirar a Claire Mitchell QC a fundar la campanya Accused Witches of Scotland el 2019 per demanar un perdó per a les bruixes d'Escòcia i aixecar un monument nacional.
Un retrat d'ella de l'artista escocesa Sophie Mckay Knight, fruit d'una col·laboració creativa, va ser presentat per The Guardian Art & Design el 2015 abans de passar a l'exposició pública a la National Gallery of Scotland.
El 2016 Sheridan va cofundar REEK amb la seva filla, maquilladora, Molly Sheridan, una companyia de fragàncies que es va pronunciar contra la manca de recordació femenina al llarg de la història i va desafiar les normes de la indústria de la bellesa. Les fragàncies de REEK recorden "les dones heroiques, sense disculpes i apassionades des de la història fins als nostres dies" i la seva primera olor es va llançar el 2016 en memòria de les dones jacobites. Se l'ha anomenat la 'primera fragància feminista'. L'any 2017 la companyia va llançar una aigua de perfum per celebrar la memòria de les bruixes. L'empresa va tancar el 2020 i els seus artefactes van ser recollits pel Museu Nacional d'Escòcia i la Biblioteca de Dones de Glasgow.